# BMW v Formuli 1
Formula 1 ali F1, je najvišji razred avtomobilističnega dirkanja pod okriljem krovne mednarodne avtomobilistične zveze FIA od l.1950. Sezona svetovnega prvenstva Formule 1 je sestavljena iz serije dirk, znanih kot Velike nagrade, ki se prirejajo na dirkališčih. Seštevek točk dirkača oz. moštva na vseh dirkah po koncu sezone določi dirkaškega in konstruktorskega prvaka.
- Sezona 1982:

Že l.1980 so pri oddelku BMW Motorsport GmbH pričeli razvijati motorje za vstop v Formulo 1. Naredili so motor BMW M12, ki je bil izdelan na osnovi starega motorja BMW M10 iz l.1961. Motorji so bili 4 valjni, prostornine 1499 cm³ z 16 ventili. Prvič pa so pričeli uporabljati turbomotorje nemškega KKK in ameriškega Garrett. Teža teh motorjev je znašala 170 kg skupaj s turbino in hladilnikom. Motor se je zavrtel vse do 11500 obratov.
V tej sezoni dirk v Formuli 1 so pričeli dobavljati motorje ekipi Brabham BT50-BMW.Dirkača sta bila Nelson Piquet in Riccardo Patrese. Motor je na dirki zmogel okoli 650 KM pri pritisku 2,8 bara. Na kvalifikacijah pa so pritisk povečali na 3 bare in s tem dosegli moč okoli 770 KM. Na eni od dirk v tej sezoni so z dirkalnikom dosegli rekordno hitrost 309 km/h. Dirkač Nelson Piquet je zmagal na VN Kanade.
- Sezona 1983:

V tej sezoni je BMW predstavil nekoliko predelan motor BMW 12/13 in dosegel moč motorja 480 kW (640) KM pri 3 barih pritiska na dirki, na kvalifikacijah pa 630 kW (850 KM) pri 3,2 barih pritiska. Zaradi strožjih pravil FIA so namesto dirkalnika Brabham BT51-BMW predstavili popolnoma nov dirkalnik Brabham BT52-BMW. Dirkača sta prav tako bila Nelson Piquet in Riccardo Patrese. Na 8. dirki sezone Formule 1 za VN Kanade so predstavili izboljšan dirkalnik z imenom Brabham BT52B-BMW. V tej sezoni je dirkač Nelson Piquet zmagal na 3 dirkah za VN Brazilije, VN Italije in VN Evrope. Riccardo Patrese pa je zmagal na zadnji dirki za VN Južne Afrike. Na koncu sezone je ekipa Brabham-BMW dobila svetovnega prvaka Nelson Piqueta, ki je za 2 točki v skupnem seštevku premagal Alaina Prosta.
- Sezona 1984:

Predstavljen je bil nov dirkalnik Brabham BT53-BMW. BMW motor je zmogel 671 kW (912 KM) na kvalifikacijah, na dirki pa 597 kW (812 KM). Nelson Piquet je zmagal na dveh dirkah za VN Kanade in VN vzhodnih ZDA.
- Sezona 1985:

Z dirkalnikom Brabham BT54-BMW so na dirki dosegli moč 850 KM s pritiskom 3,6 bara, na kvalifikacijah pa 1200 KM s povečanim pritiskom na 5,4 bara. Zaradi izboljšane aerodinamike bolida je švicarski dirkač Marc Surer na kvalifikacijah za VN Francije dosegel rekordno hitrost sezone 338 km/h, dirkač Nelson Piquet pa je zmagal na tej dirki. Motorje so dobavljali še ekipi Arrows-BMW.
- Sezona 1986:

Ekipa Brabham BT55-BMW je vsako sezono izboljševala aerodinamiko bolida, BMW pa motorje in tako so v sezoni 1986 dosegli moč motorja na dirki 880 KM s pritiskom 3,6 bara, na kvalifikacijah pa s pritiskom 4,9 bara neverjetnih 1044 kW (1420 KM). V tej sezoni so dobavljali motorje ekipama Arrows-BMW in Benetton-BMW. Na dirki za VN Mehike je zmagal dirkač Gerhard Berger z dirkalnikom Benetton-BMW.
- Sezona 2001:

Predstavili so nov 10 valjni motor BMW P80 v ekipi Williams FW23-BMW s prostornino 2998 cm³ in močjo 850 KM pri 17500 obratih. Motor je tehtal 98 kg. Dirkač Ralf Schumacher je zmagal na treh dirkah za VN San Marina, VN Kanade in VN Nemčije. Kolumbijec Juan Pablo Montoya pa je zmagal na dirki za VN Italije.
- Sezona 2002:

Predstavijo nov motor BMW P82, ki ima enake karakteristike kot prejšnji, le zmogljivosti so mu povečali na 865 KM pri 18700 obratih. Dirkalnik se je imenoval Williams FW24-BMW. Na 2. dirki za VN Malezije je zmagal Ralf Schumacher. Z le eno zmago v sezoni so končali na 2. mestu med konstruktorji.
- Sezona 2003:

V tej sezoni so predstavili nov motor BMW P83 z 870 KM pri 19000 obratih v dirkalniku Williams FW25-BMW. Dirkač Juan Pablo Montoya je zmagal na dirkah za VN Monaka in VN Nemčije, Ralf Schumacher pa na dirkah za VN Evrope in VN Francije. V tej sezoni so še enkrat končali na 2. mestu med konstruktorji.
- Sezona 2004:

Predstavljen je nov motor BMW P84 z močjo 900 KM pri 19000 obratih, teže 89 kg. Dirkalnik pa se je imenoval Williams FW26-BMW z nenavadno oblikovanim prednjim delom. Juan Pablo Montoya je zmagal na dirki za VN Brazilije.
- Sezona 2008:

Motor BMW P86/8 le malenkost prenovijo ob predstavitvi novega dirkalnika v ekipi BMW-Sauber F1.08. Motorju so morali, zaradi strožjih pravil FIA, omejiti število obratov na 19000. Poljski dirkač Robert Kubica je zmagal na VN Kanade.